# Porte d’Ivry
Porte d’Ivry – jedna z bram Paryża, położona w 13. dzielnicy. Bramami są nazywane w Paryżu miejsca pozwalające przekroczyć obwodnicę i granice administracyjne miasta (w większości dawniej były to przerwy w wałach miejskich).
Brama oddziela Paryż od miejscowości Ivry-sur-Seine w departamencie Dolina Marny. Stanowi ważny wjazd na obwodnicę Paryża.

## Dojazd
Dojazd do Porte d’Ivry zapewnia linia 7 metra (stacja Porte d’Ivry), linia T3 tramwaju oraz autobusy dzienne RATP i nocne Noctilien.